# Западная Майка
Западная Майка (устар. Майка) — река в России, протекает по территории Печенгского района Мурманской области, по территории полуострова Рыбачьего. Устье реки находится в 0,8 км по левому берегу реки Пяйвы. Длина реки — 11 км.

## Данные водного реестра
По данным государственного водного реестра России относится к Баренцево-Беломорскому бассейновому округу, водохозяйственный участок реки — реки бассейна Баренцева моря от восточной границы реки Печенга до западной границы бассейна реки Воронья, без рек Тулома и Кола. Речной бассейн реки — бассейны рек Кольского полуострова, впадает в Баренцево море.